# Katrien Devos
Pour les articles homonymes, voir Devos.
Katrien Martha Devos est une phytogénéticienne américaine qui est professeure émérite de recherche à l'Université de Géorgie. Ses recherches portent sur la structure, la fonction et l'évolution des génomes des graminées. En particulier, Devos considère les gazons halophytiques, les céréales et les cultures bioénergétiques. Elle a été élue membre de l'Association américaine pour l'avancement des sciences en 2016.

## Formation
Devos s'est intéressée à la génétique des plantes au cours de ses études de premier cycle. Elle était doctorante à l'Université de Gand, où elle a étudié la cartographie génétique du blé et des Triticeae,. Elle a déménagé au Royaume-Uni en tant que chercheuse postdoctorale, où elle a utilisé la génétique comparative pour mieux comprendre les céréales. Au Royaume-Uni, elle a travaillé au John Innes Centre, elle a créé le concept de crop circles, qui considère la relation entre les génomes des graminées.

## Recherche et carrière
En 1996, Devos a reçu une bourse David Phillips du Conseil pour la recherche en biotechnologie et sciences biologiques pour commencer sa carrière scientifique indépendante, où elle a commencé à travailler sur l'évolution du génome. Devos a travaillé avec l'Institut international de recherche sur les cultures des zones tropicales semi-arides pour créer un cultivar de mil pour les cultures vivrières dans le monde en développement. Ces cultures de mil ont été sélectionnées pour avoir une meilleure résistance au mildiou.
Devos a déménagé à l'Université de Géorgie en 2003, où elle s'est concentrée sur la compréhension de la génétique des graminées. Ces recherches ont porté sur des cultures cibles telles que le blé, le millet vulpin panicum virgatum, l'éleusine coracana. En séquençant le génome du mil à chandelle, Devos a pu identifier un gène de nanisme, le premier gène à l'origine d'un trait agronomique jamais isolé,.

## Récompenses et honneurs
En 2016 elle est élue Fellow de l'Association américaine pour l'avancement des sciences (AAAS) puis en 2019 élue membre de la Crop Science Society of America (en).
En 2017 elle reçoit la médaille de recherche créative de la Fondation de recherche de l'Université de Géorgie  puis en 2017 le DW Brooks Award pour l'excellence en recherche.
En 2018 elle est récipiendaire d'une Bourse de chercheuse invitée distinguée de la Commonwealth Scientific and Industrial Research Organisation (CSIRO).

## Publications (sélection)
- (en) Jinrong Peng, Donald E. Richards, Nigel M. Hartley, George P. Murphy, Katrien M. Devos, John E. Flintham, James Beales, Leslie J. Fish, Anthony J. Worland, Fatima Pelica, Duraialagaraja Sudhakar, Paul Christou, John W. Snape, Michael D. Gale et Nicholas P. Harberd, « 'Green revolution' genes encode mutant gibberellin response modulators », Nature, NPG et Springer Science+Business Media, vol. 400, no 6741,‎ 1er juillet 1999, p. 256-261 (ISSN 1476-4687 et 0028-0836, OCLC 01586310, PMID 10421366, DOI 10.1038/22307).
- (en) M D Gale et K M Devos, « Comparative genetics in the grasses », Proceedings of the National Academy of Sciences, Washington et États-Unis, NAS, vol. 95, no 5,‎ 3 mars 1998, p. 1971-4 (ISSN 0027-8424 et 1091-6490, OCLC 43473694 et 1607201, PMID 9482816, PMCID 33824, DOI 10.1073/PNAS.95.5.1971).
- (en) Katrien M Devos, James K M Brown et Jeffrey L Bennetzen, « Genome size reduction through illegitimate recombination counteracts genome expansion in Arabidopsis », Genome Research, Cold Spring Harbor Laboratory Press (d), vol. 12, no 7,‎ 1er juillet 2002, p. 1075-1079 (ISSN 1549-5469, 1088-9051 et 1054-9803, OCLC 33123409, PMID 12097344, PMCID 186626, DOI 10.1101/GR.132102).